# Jose María de Urquijo e Ybarra
José María de Urquijo e Ybarra (Bilbao, 5 de mayo de 1872-San Sebastián, 5 de septiembre de 1936) fue una personalidad vizcaína. Cursó Derecho en Salamanca licenciándose en 1893, doctorándose en 1895 dedicándose a la abogacía y a la política. Fue sobre todo un propagandista del catolicismo y un destacado filántropo. Participó en la fundación del diario La Gaceta del Norte. Durante la República fue un activo opositor a ella, siendo encarcelado en 1932 tres meses. El 22 de julio de 1936 salió camino de Francia, pero en Zarauz (Guipúzcoa) fue detenido y el 5 de septiembre fue fusilado.

## Biografía

### Origen familiar
Hijo de Nicasio Adolfo Urquijo Goicoechea y Rosario Ybarra Arámbarri, ambos de Bilbao. Su abuelo paterno, Serapio Urquijo Zabalegui, fue notario, secretario honorario del Ayuntamiento de Bilbao y apoderado a Juntas Generales de Gernika. Sus antepasados maternos forman el clan de los Ybarra, muy importante en la historia de Bilbao y Vizcaya durante todo el siglo XIX y primera mitad del XX. Su padre fue decano del Colegio de Abogados de Bilbao, magistrado suplente de la Audiencia, regidor municipal y diputado a Cortes en 1893 por una candidatura católico-fuerista. Sus hermanos fueron Adolfo, Julio, Luisa María y Rafaela. Con la segunda carlistada, los Urquijo fueron a Santander, con los demás Ybarra, y allí falleció su madre Rosario, quedando los cinco hermanos al cuidado de su tía Rafaela Ybarra. Se casó con Concepción Olano Abaitua y tuvieron ocho hijos, de los cuales cinco optaron por la carrera religiosa. Estudió Filosofía y Letras y Derecho, licenciándose como abogado en Salamanca en 1893, donde obtuvo también el doctorado en 1895, siempre con calificaciones brillantes.

### Propagandista católico
Desde su juventud fue un activo propagandista del catolicismo, que conciliaba con cierto vasquismo, comprensible por haber tenido como capellán de su familia en su casa de Deusto a Resurrección María de Azkue, con quien mantendría luego relación en las instituciones católicas que sostuvo. Azkue dedicó una ópera en 1910 a los hermanos Urquijo Ybarra. Perteneció desde 1896 a 1926 al consejo de la fundación del patronato de obreros de San Vicente de Paúl en Bilbao. Miembro de la junta de escuelas del patronato desde 1896 a 1915. Fomentó uniones profesionales de trabajadores, calificadas de “amarillas” por los sindicatos de clase, una pequeña caja de ahorros, mutualidades de socorro, etc. Desarrolló peregrinaciones vascongadas a Roma y Tierra Santa, en las que participaban obreros, y a las que también se sumaba Mateo Múgica, luego obispo de Vitoria. Participó activamente en la “coronación canónica” de la Virgen de Begoña como Señora de Vizcaya en 1901. José María Urquijo, como vicepresidente del patronato, consiguió que el Papa León XIII diera su beneplácito para la peregrinación vascongada en 1902. En torno a estas peregrinaciones se formó el grupo que luego apoyó a José María Urquijo en la elección de diputado a Cortes en 1903. Impulsó una peregrinación a Begoña en 1903 que dio lugar a sucesos con gran repercusión en toda España. Sus contactos en el Vaticano propiciaron en 1906 la canonización de Valentín de Berriotxoa, dentro de una coyuntura de vasquismo católico. Intervino en la movilización española de juntas católicas en 1910 frente al proyecto de ley de congregaciones religiosas o “ley del candado”, que finalmente fracasó en el Parlamento. Los mauristas, que acababan de crear la sede local en Bilbao del partido conservador, acusaban a José María Urquijo de mantener una política dudosa. Se querelló contra el semanario juvenil conservador que le había calificado de hombre orgulloso, cobarde, falto de dotes intelectuales. Su relación con los jesuitas fue compleja ya que le veían como intrigante ante la Santa Sede. Se quejaría José María Urquijo ante el Nuncio de que los jesuitas de Deusto le eran hostiles por ser partidarios de los conservadores dinásticos. En noviembre de 1911 consiguió una audiencia para su familia ante Pio X, durante la que su hijo José María recibió la primera comunión.

### La Gaceta del Norte
Fue José María Urquijo promotor del diario La Gaceta del Norte, nacida el 11 de septiembre de 1901 para oponerse a la prensa anticlerical de Bilbao, sobre todo El Liberal, que había abierto cabecera en Bilbao, a rebufo de su éxito en Madrid. Nació La Gaceta del Norte  como un diario al que se le criticaba como publicación jesuítica, manejada por damas ultracatólicas. Tenía cierto tono vasquista, pero manteniéndose fiel a la identidad española. Tuvo una gestión adecuada y una tirada muy notable.

### Diputado en Cortes
En 1903 presentó su candidatura a Cortes por Bilbao, auspiciado por los jesuitas y apoyado por diversos católicos, incluido Arana Goiri y su Partido Nacionalista Vasco, con el que acuerda condiciones concretas. Aparece como portavoz del grupo católico independiente, antidinástico y antiliberal intransigente, a la vez que su hermano Adolfo, dinástico independiente. Tras un controvertido proceso electoral obtuvo el acta frente a Pablo Alzola Minondo y Pablo Iglesias. Vuelve a presentarse en 1907 por Gernika y 1910, esta vez, junto con su primo Fernando María de Ybarra, líder del grupo católico prodinástico durante la polémica intercatólica de 1911 en la que Urquijo defendió sus tesis desde La Gaceta del Norte mientras Ybarra lo hacía desde El Pueblo Vasco.

### La Gaceta del Norte y el Nacionalismo Vasco en la Segunda República
Apoyó la candidatura vasco-navarra pro Estatuto de Estella en 1931, pero no veía garantizado en el Estatuto la confesionalidad. Se alude a menudo a los contactos de José María Urquijo previos a la rebelión de Sanjurjo, con un supuesto encuentro con Luis Orgaz en septiembre de 1931 en Lequeitio. Urquijo sería luego condenado por delito de subversión. En agosto de 1931 sería procesado por aludir La Gaceta del Norte a la necesidad de tomar las armas ante la agresión contra la religión católica. Detenido y encarcelado en Larrinaga el 27 de enero de 1932, salió libre al cabo de dos meses. En 1933 era partidario ante las elecciones de no dividir a los católicos, lamentándose de su desunión entre nacionalistas y españolistas. Promovió el voto al PNV en Vizcaya como forma de derrotar a la izquierda, pidiendo en Navarra el voto de los nacionalistas para las derechas. Antes del plebiscito de 5 de noviembre de 1933, visitó a José Antonio Aguirre, pidiéndole que los nacionalistas integraran una coalición de católicos contra la revolución y prometiéndole el apoyo de la derecha al Estatuto en tal caso. Urquijo, volcado en su periódico, se mostró en el bienio derechista a favor del grupo de Acción Católica y confiado en las posibilidades de José María Gil Robles, manteniendo la idea de transigencia con una República conservadora. La Gaceta del Norte se opuso a Galeuzca, defendiendo que los vascos debían aspirar solo a volver a la situación previa a la abolición foral. Reprochaba cómo la alianza con los catalanistas llevaba al PNV a pactar con la izquierda. En 1934 mantuvo una continua denuncia contra el PNV. Se manifestó contra la reunión en Zumarraga de los municipios vascos. Se opuso a la alianza de Aguirre con Prieto. La Gaceta del Norte utilizaba la doctrina de la Iglesia para reprochar al nacionalismo su exacerbación. Se distanció de Mateo Múgica porque este quiso conservar la relación con los nacionalistas. Ante un PNV que se alejaba de la derecha, mantuvo continua polémica con el periódico Euzkadi. Según La Gaceta del Norte, ella era la que mantenía su postura tradicional: defender a Dios y al País Vasco, citando a Balmes y condenando el nazismo como anticatólico. En 1934 veía que, ante una posible huelga general en el País Vasco, lo prioritario era defender el orden público. Lo único que criticaba del gobierno derechista era su ataque al Concierto económico. Los nacionalistas denunciaron su alianza con los monárquicos alfonsinos y que sobre el lema “Dios y Fueros” había prevalecido siempre su trayectoria como hombre de negocios y al servicio del gran capital, perdiendo su carácter de católico independiente y colocándose al lado de las derechas más reaccionarias. La Gaceta del Norte elogió al vicealmirante Salas y al general Franco cuando se pensó en que entraran en el gobierno. Pese al intento de intermediación de Alberto Onaindia, José María Urquijo mantuvo su intransigencia frente al PNV, alabando los mítines del Bloque Nacional, manteniendo la idea de la reforma de artículos anticatólicos de la Constitución en las nuevas Cortes con mayoría derechista. La campaña de La Gaceta del Norte en las elecciones de 1936 fue contra la abstención. En otoño de 1935 José María Urquijo había contactado con Manuel Eguilleor para pedirle una alianza de derechas, pero el PNV se negó. Luego José María Urquijo no quiso aceptar la intermediación de Antonio Pildain con el PNV. Este señalaba que aquel había roto con el vasquismo, al aliarse con los enemigos del estatuto, del concierto, del euskera, etc. Denunciaba a La Gaceta del Norte como órgano del antinacionalismo, mientras esta observaba que desde 1934 los nacionalistas habían traicionado el mensaje de Sabino Arana de colocar a Dios ante todo. Ante las elecciones de 1936, La Gaceta del Norte insistía en el “peligro rojo” y denunciaba la acción del
judaísmo y la masonería. El PNV aludía a la hipocresía de José María Urquijo, acusándole de fomentar el odio y de falseador. Tras la victoria del Frente Popular, fuerzas izquierdistas procedieron a la incautación del patronato de Sestao. Anticipaba lo que le pasaría a La Gaceta del Norte el 20 de julio de 1936.

### Trágica muerte
El 22 de julio de 1936 salió José María Urquijo camino de Francia. El tren se detuvo en Zarauz, donde fue detenido el 23 de julio. Fue trasladado por orden del Gobierno Civil a San Sebastián. Tras estar encerrado en los bajos de la Diputación fue llevado a la cárcel de Ondarreta, permaneciendo 10 días incomunicado. El 3 de septiembre de 1937 se formó el “Tribunal Popular” de San Sebastián. Fue fusilado dos días después junto a Víctor Pradera y enterrado en Polloe. Se aludió a que los nacionalistas se negaron a un supuesto canje para liberarle, intentado por su hijo Ignacio. José Miguel de Azaola lo retrata como “aristócrata y autoritario por temperamento, integrista por su manera de pensar, gran burgués por su posición social, jansenista por la rigurosa austeridad de su vida y celosísimo de su independencia frente a toda formación política”.